# مجلس كنائس الشرق الأوسط
مجلس كنائس الشرق الأوسط، مقره في بيروت، العاصمة اللبنانية، وهو هيئة دينية تضم العائلات الكنسية الأربع في الشرق الأوسط أي الأرثوذكسية والأرثوذكسية المشرقية والإنجيلية والكاثوليكية. للمجلس مكاتب أخرى في القاهرة وليماسول وعمان والقدس وطهران.
غاية المجلس هو العمل على تعزيز روح الوحدة المسيحية بين الكنائس المختلفة في المنطقة، وذلك من خلال توفير سبل الحوار فيما بينها ومن خلال إقامة الدراسات والأبحاث المشتركة التي تشرح تقاليد الكنائس الأعضاء، وإقامة الصلوات المشتركة لاسيما أسبوع الصلاة من أجل وحدة الكنائس المسيحية.
كما تعتبر المدافعة عن حقوق الإنسان والدعوة لتحقيق العدالة والمساواة في المواطنة في دول الشرق الأوسط من أولويات المجلس.
عند تأسيس المجلس في عام 1974 م كان يضم كنائس العائلة الأرثوذكسية والعائلة الأرثوذكسية المشرقية والعائلة الإنجيلية، ولاحقا عام 1990 م انضمت العائلة الكاثوليكية للمجلس بكنائسها السبع الموجودة في المنطقة.
كان الأمين العام الأول للمجلس هو القسيس ألبيرت لستيرو والذي استمر في هذا المنصب من عام 1974 إلى 1977، وخلفه كبرائيل حبيب من عام 1977 إلى 1994، وبعده تولى المنصب القسيس رياض جرجور من عام 1994 إلى 2003، خلفه الأستاذ جرجس صالح من عام 2003 إلى 2011 حيث عين امينا عاما فخريا وتولى الأمانة العام الأب الدكتور بولس روحانا. الامين العام الحالي هو د. ميشال أ. عبس.

## الكنائس الأعضاء في المجلس
قائمة العائلات الكنسية لمجلس كنائس الشرق الأوسط

### عائلة الكنائس الأرثوذكسية الشرقية
- بطريركية الإسكندرية للروم الأرثوذكس
- بطريركية أنطاكية وسائر المشرق للروم الأرثوذكس
- بطريركية القدس للروم الأرثوذكس
- كنيسة الروم الأرثوذكس في قبرص

### عائلة الكنائس الأرثوذكسية المشرقية
- كنيسة الإسكندرية والكرازة المرقسية للأقباط الأرثوذكس
- كنيسة أنطاكية وسائر المشرق للسريان الأرثوذكس
- الكنيسة الأرمنية الرسولية - كاثوليكوسية الأرمن لبيت كيليكيا

### عائلة الكنائس الكاثوليكية
- الكنيسة الإنطاكية السريانية المارونية
- كنيسة الروم الملكيين الكاثوليك
- كنيسة الأقباط الكاثوليك
- كنيسة السريان الكاثوليك
- كنيسة بابل للكلدان
- كنيسة اللاتين في القدس
- كنيسة الأرمن الكاثوليك

### عائلة الكنائس البروتستانتية
- السينودس الإنجيلي الوطني في سورية ولبنان
- سينودس النيل الإنجيلي بمصر
- الكنيسة الأرمنية الإنجيلية
- الكنيسة الأسقفية في القدس والشرق الأوسط
- الكنيسة الأسقفية في مصر وأثيوبيا وشمال أفريقيا
- الكنيسة الأسقفية في قبرص والخليج
- الكنيسة الأسقفية في إيران
- الكنيسة الأسقفية في السودان
- الإتحاد الإنجيلي الوطني في لبنان
- الكنيسة الإنجيلية اللوثرية في الأردن والأراضي المقدسة
- سينودس الكنائس الإنجيلية في إيران
- الكنيسة المشيخية بالسودان
- كنيسة السودان المشيخية الإنجيلية
- الكنيسة الإنجيلية الوطنية في الكويت
- الكنيسة البروتستانتية في الجزائر
- الكنيسة الميثودستية في تونس

## رؤساء مجلس كنائس الشرق الأوسط
رؤساء مجلس كنائس الشرق الأوسط 
- الرئيس الممثل للعائلة الأرثوذكسية المشرقية هو نيافة الأنبا أنطونيوس، مطران القدس والشرق الأدنى للأقباط الأرثوذكس
- الرئيس الممثل للعائلة الأرثوذكسية الشرقية هو غبطة البطريرك يوحنّا العاشر، بطريرك أنطاكية وسائر المشرق للروم الأرثوذكس
- الرئيس الممثل للعائلة الكاثوليكية هو غبطة البطريرك رافاييل بيدروس الحادي والعشرون ميناسيان، كاثوليكوس بطريرك كليليكيا للأرمن الكاثوليك
- الرئيس الممثل للعائلة الإنجيلية هو سيادة القسّ الدكتور بول هايدوستيان، رئيس إتّحاد الكنائس الأرمنية الإنجيلية في الشرق الأدنى
- الأمين العام للمجلس د. ميشال عبس

## وصلات خارجية
- الموقع الرسمي لمجلس كنائس الشرق الأوسط
- موقع الشبيبة المسكوني في مجلس كنائس الشرق الأوسط